# Clemens Winkler
Clemens Alexander Winkler, nemški kemik, * 26. december 1838, Freiberg, Nemčija, † 8. oktober 1904, Dresden, Nemčija.
Clemens Winkler je odkritelj elementa germanija.